# آرش کمانگیر (شعر)
آرش کمانگیر شعرِ بلندی است از سیاوش کسرایی بر اساسِ افسانهٔ آرش کمانگیر. 

## تقدیم
آرش کمانگیر از طرف شاعر به خسرو روزبه (پس از اعدام وی در اوائل ۱۳۳۷) تقدیم شده‌است.

## متن

به‌آذین و کسرایی در گفتگوی مطبوعاتی، یکشنبه، ۲۰ آبان ۱۳۵۸

این منظومه در سالِ ۱۳۳۸ با مقدّمهٔ به‌آذین در تهران منتشر و به‌سرعت بسیار مشهور شد، چنان‌که به کتاب‌های درسی هم راه یافت.

## در نظرِ دیگران
بهرام بیضایی در واکنش به این شعر برخوانیِ آرش را نوشت.